# 日本ぱちんこ部品
日本ぱちんこ部品株式会社（にほんぱちんこぶひん、英: NIPPON PACHINKO PARTS CO., LTD.）は、名古屋市名東区に本社を置くパチンコ部品メーカーである。

## 概要
役物をはじめとする遊技機用の各種プラスチック製品等のデザイン・設計・開発・製造、販売を行っているほか、健康食品などを扱うウェブサイト「ジャスティーワールド」の運営も行っている。
なお、社名の”日本”は「にほん」と読むが、英称では「NIPPON」としている。

## 沿革
- 1964年4月 - 贈答品・遊技機部品製造販売業として個人創業[1]。
- 1966年12月 - 法人改組し立川商事株式会社を設立[1]。
- 1988年4月 - 日本ぱちんこ部品株式会社に商号変更[1]。

## 事業所
- 本社（名古屋市名東区）[2]
- 東京支店（東京都台東区）[2]
- 生産技術センター（愛知県丹羽郡大口町）[2]